# Lamberville, Manche

Lamberville este o comună în departamentul Manche, Franța. În 1 ianuarie 2022 avea o populație de 167 de locuitori.